# Joseph François Paris

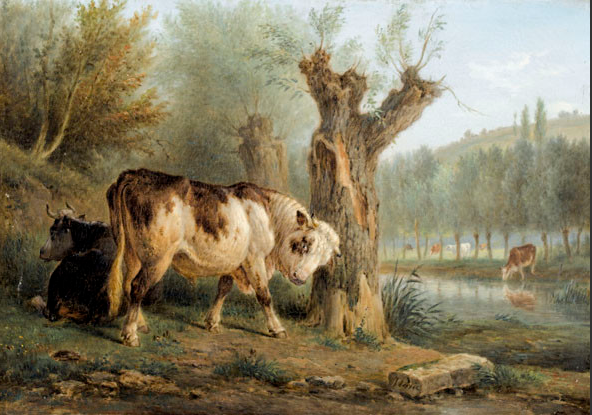
Flusslandschaft mit Stieren

Joseph François Paris, eigentlich Giuseppe Francesco Troncossi (* 4. Februar 1784 in Neapel; † 1871), war ein französischer Maler mit italienischen Wurzeln.

## Leben und Werke
Paris war ein Schüler von Nicolas Gosse, Mortelèque und von Jean-Victor Bertin. Er arbeitete vor allem in Vincennes. Als naturalisierter Franzose hatte er einen französischen Namen angenommen.
Joseph François Paris schuf Tier- und Landschaftsbilder sowie Stillleben. Außerdem schuf er auch Miniaturbilder und Porträts, etwa ein Konterfei Victor Hugos. Er arbeitete in Öl und Pastell und malte auch auf Porzellan. Paris stellte von 1824 bis 1870 im Pariser Salon aus und erhielt dort 1835 eine Bronzemedaille.
Werke des Künstlers gelangten in Museen in Cambrai, La Rochelle und Troyes.